# دیوید آویسون
دیوید آویسون (انگلیسی: David Avison؛ زاده ۱۳ مارس ۱۹۳۷ درگذشته ۷ مارس ۲۰۰۴) یک عکاس و فیزیک‌دان اهل ایالات متحده آمریکا بود.

## محل‌های تدریس
- ESSEC Business School
- دانشگاه ساوت‌همپتون
- دانشگاه فناوری سیدنی
- دانشگاه برونل لندن
- Aston University
- دانشگاه نیو ساوت ولز